# Prowincja Brescia
Prowincja Brescia (wł. Provincia di Brescia) – prowincja we Włoszech. 
Nadrzędną jednostką podziału administracyjnego jest region (tu: Lombardia), a podrzędną jest gmina.
Liczba gmin w prowincji: 206.